# Bruno Apitz
Bruno Apitz (Lipsia, 28 aprile 1900 – Berlino, 7 aprile 1979) è stato uno scrittore e sceneggiatore tedesco autore di romanzi, racconti e opere teatrali, tra i più noti intellettuali comunisti della storia della Germania.

## Biografia
Figlio di una lavandaia, studiò regolarmente sino all'età di quattordici anni, poi iniziò a lavorare nel campo dell'editoria, senza ottenere però grande fama. Durante la prima guerra mondiale, alla quale non prese parte, entrò in contatto con alcuni connazionali comunisti, che gli fecero conoscere il pensiero di Marx; divenne subito un appassionato sostenitore di Karl Liebknecht, uno dei fondatori della Lega di Spartaco (1917). All'età di diciassette anni, ad un anno dalla fine della Grande Guerra, dalla quale la Germania uscì sconfitta, fece un discorso dinanzi ai lavoratori di una fabbrica di Lipsia, per il quale dovette scontare ventinove mesi di prigione - la Guerra non era ancora finita e quelli come Apitz erano ritenuti dal Governo e dalla polizia non solo dissidenti, ma anche traditori.
Nel 1919 s'iscrisse al Partito Socialdemocratico di Germania (SPD), del quale faceva parte anche il presidente Friedrich Ebert; data la posizione "troppo morbida" del partito, confidando nella rivoluzione radicale, aderì al Partito Comunista, guidato da Rosa Luxemburg. In questi anni esordisce come autore su alcuni giornali di tendenza comunista con poesie e racconti. Il suo nome nell'ambiente delle Sinistre era tra i più noti, poiché aveva preso, inoltre, parte attivamente alla Rivoluzione di novembre (1918-1919) per abbattere la monarchia e proclamare la repubblica e al Putsch di Kapp nel 1920, per rovesciare la Repubblica di Weimar - quest'ultimo non riuscì; questa fama divenne presto, però, motivo di grandi sofferenze per lo scrittore: dal 1924 fu continuamente imprigionato e, con l'avvento di Hitler, la sua vita fu segnata dagli spostamenti da un campo di concentramento all'altro - infatti, oltre agli ebrei e alle cosiddette "razze inferiori", i nazisti vi confinavano anche gli oppositori politici. Così, dal 1937 al 1945, fu costretto nel tristemente celebre Campo di concentramento di Buchenwald, vicino Weimar, dove rimase fino alla liberazione del campo il 12 aprile 1945. Da questa infelice esperienza ha tratto spunti per il romanzo Nackt unter Wölfen (Nudo tra i lupi), pubblicato nel 1958, liberamente ispirato alla vicenda reale di un bambino ebreo di 4 anni, Stefan Jerzy Zweig, salvatosi grazie all'aiuto ricevuto dalla Resistenza comunista del campo.
Dopo la scissione della Germania nazista in Repubblica Federale Tedesca, filo-americana, e in Repubblica Democratica Tedesca, filo-sovietica, decise di vivere in quest'ultima, lavorando per la DEFA (Deutsche Film-Aktiengesellschaft), la principale compagnia cinematografica del Paese, e per la radio. Fu con Wilhelm Pieck, Presidente del Paese dal 1949 al 1960, e Otto Grotewohl, più volte Presidente del Consiglio, tra i fondatori del Partito Socialista Unificato di Germania (SED), partito che ha a lungo dominato la scena politica nella Germania est.